# محمية الوحوش الصحراوية
محمية الوحوش الصحراوية هي منطقة محمية طبيعية تابعة لدولة الإمارات العربية المتحدة، تأسست عام 2014، وتقع في المنطقة الشرقية من إمارة دبي.

## تاريخ المنطقة

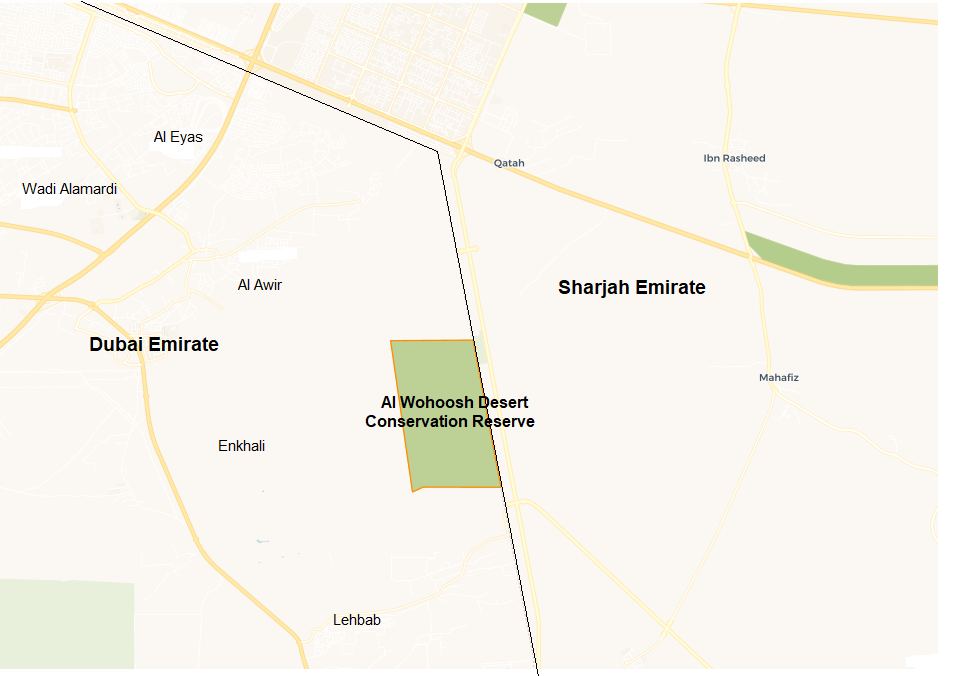
خريطة محمية الوحوش

أعلن عن صحراء الوحوش كمحمية طبيعية بموجب المرسوم رقم 22 لسنة 2014 الصادر عن الشيخ محمد بن راشد آل مكتوم، حاكم دبي. وفقا للقانون رقم (11) لسنة 2003 بشأن إنشاء مناطق محمية في إمارة دبي تقع المنطقة تحت حماية وإدارة بلدية دبي. وسميت المحمية بهذا الاسم، لأنها كانت معروفة قديماً بحيواناتها المفترسة.

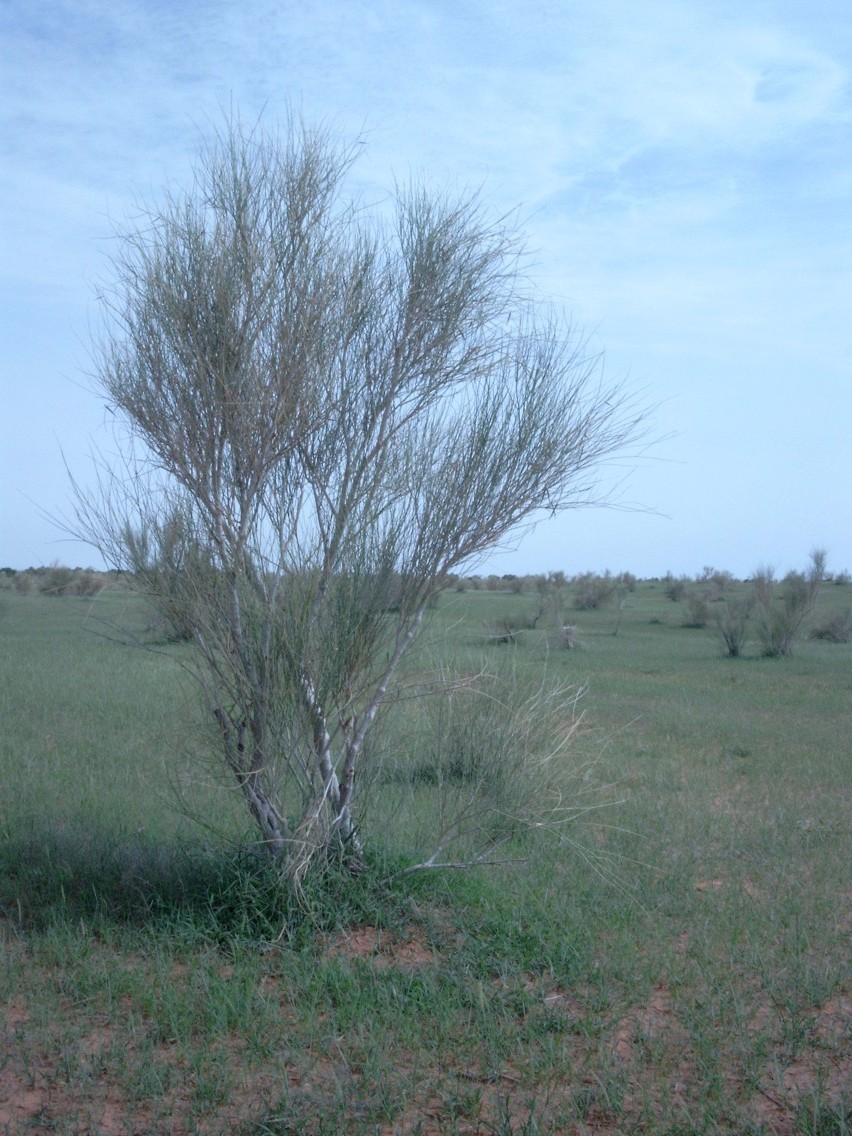

تقع المحمية شرق دبي، وتشغل مساحة 15.06 كم2 على طول الحدود مع بلدية البطائح بإمارة الشارقة. تقع هذه المنطقة الصحراوية ضمن المنطقة البيئية الأرضية لصحراء خليج عمان وشبه الصحراوية.
الموائل الرئيسية للمنطقة هي: مساحات من الرمال والكثبان الرملية مع غابة من أشجار الغاف الرمادي ومساحات من الرمال والكثبان مع أشجار المرخ الناري والسهول الواقعة بين الكثبان الرملية.
وتتراوح درجة الحرارة الدنيا بين 10 و45 درجة درجة مئوية في يناير وديسمبر و26-29 درجة مئوية في يونيو-أغسطس. وتبلغ درجات الحرارة القصوى في نفس الفترات حوالي 27 درجة مئوية و42 درجة مئوية على التوالي. الأشهر الأكثر أمطارًا هي فبراير ومارس، في حين أن الأشهر الأكثر جفافًا هي بين يونيو وأكتوبر، بمتوسط 32-40 درجة. ملم و2-7 ملم على التوالي شهرياً. المحمية مسيجة ولكن لا توجد نقاط وصول خاضعة للرقابة. يوجد في الجزء الشمالي من المحمية بعض المخيمات المخصصة للسياح والتي يديرها منظمو الرحلات السياحية المعتمدون.

## التنوع الحيوي
نظرًا لوجود أنواع مختلفة من الموائل، تعد المحمية موطنًا لحوالي 50 نوعًا من النباتات وأكثر من 90 نوعًا من الحيوانات. يعد مجتمع الثدييات موطنًا لأنواع مختلفة بما في ذلك الغزلان وثعالب الصحراء والقنافذ والأرانب البرية. ومن بين الأنواع المهددة هناك:
- الغزال العربي (أعفر).
- الغزال الجبلي.

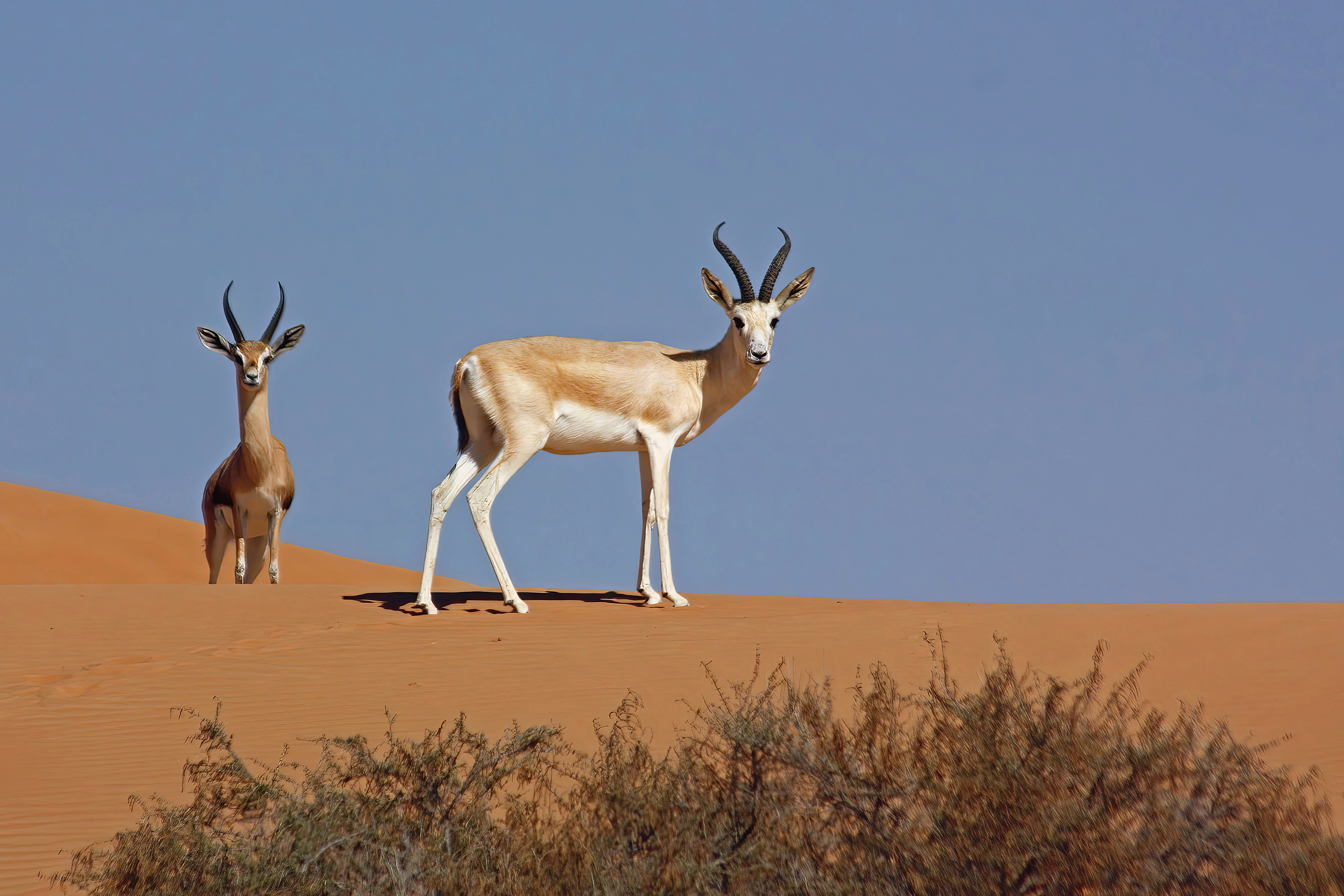
الغزال العربي والجبلي

ومن الطيور الأنواع المقيمة والمهاجرة، وهي تشمل:
- الصرد الرمادي الكبير.
- غراب الصحراء (غراب أحيمر العنق)؛
- عقاب السهوب.
- نقشارة الصحراء الآسيوية (دخلة الصحراء).

تشمل أنواع الطيور المهددة بالانقراض ما يلي: 
- قطقاط اجتماعي
- صقر الغزال
- عقاب سعفاء كبرى

أما فيما يتعلق بفئة الزواحف الموجودة في السهول الواقعة بين الكثبان في النصف الشمالي من المحمية فيمكن العثور على الضب المصري. تشمل الزواحف الأخرى التي أبلغ عنها ما يلي: والورل الصحراوي، والداحوس، وبرص الصحراء العربية، وطحن ذو رأس الضفدع، وسقنقور شرقي.
تعد المحمية موطنًا لمجموعة متنوعة من النباتات المحلية، بما في ذلك مجموعة رائعة من أنواع الأشجار مثل: غاف رمادي، سنط ملتوي، سدر، أراك، وعشار باسق.

## وصلات خارجية
- المحميات الطبيعية في دبي

## فهرس
- Joseph، Sabrina (2019). "Ecosystems as Commodity FrontiersChallenges Faced by Land Set Aside as Protected Areas PAs in the Dubai Emirate United Arab Emirates UAE". Commodity Frontiers and Global Capitalist Expansion: Social, Ecological and Political Implications from the Nineteenth Century to the Present Day. Springer. ص. 111–136. ISBN:978-3-030-15322-9. اطلع عليه بتاريخ 2022-09-01.